# Anillinus dunvani
Anillinus dunvani är en skalbaggsart som beskrevs av René Gabriel Jeannel. Anillinus dunvani ingår i släktet Anillinus och familjen jordlöpare. Inga underarter finns listade i Catalogue of Life.